# ムン・ジョンスク

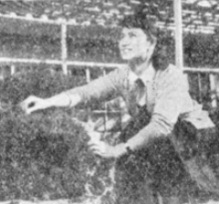
1960年代

ムン・ジョンスク（文 貞淑、朝鮮語: 문정숙、1927年または1929年 - 2000年3月1日）は、大韓民国の映画女優。
タレントのヤン・テクチョの母で朝鮮民主主義人民共和国の人民俳優のムン・ジョンボクは姉。俳優のチャン・イルは元夫で、後は映画監督のイ・マンヒ（女優のイ・ヘヨンの父）と夫婦となった。

## 経歴
日本統治時代の平安北道宣川郡出身。保聖女学校（現・保聖女子高等学校）在学中の17歳時より演劇界で活動を始め、1952年に『悪夜』で映画界に登場したことをはじめ、生涯に300本あまりの作品に出演した。2000年にソウル市の順天郷大病院で肝疾患により死去。